# Ruby (New York)
Pour les articles homonymes, voir Ruby (homonymie).
Ruby est une census-designated place du comté d'Ulster, dans l'État de New York, aux États-Unis. En 2020, elle compte une population de 918 habitants.